# Cala de Trápana
La Cala de Trápana está situada en la Ciudad Autónoma de Melilla, España. Posee una longitud de alrededor de 200 metros y un ancho promedio de 30 metros.
Esta cala que tiene acceso por las Cuevas del Conventico, en su visita, o el otro acceso es directamente desde el mar.